# Bobo Stenson

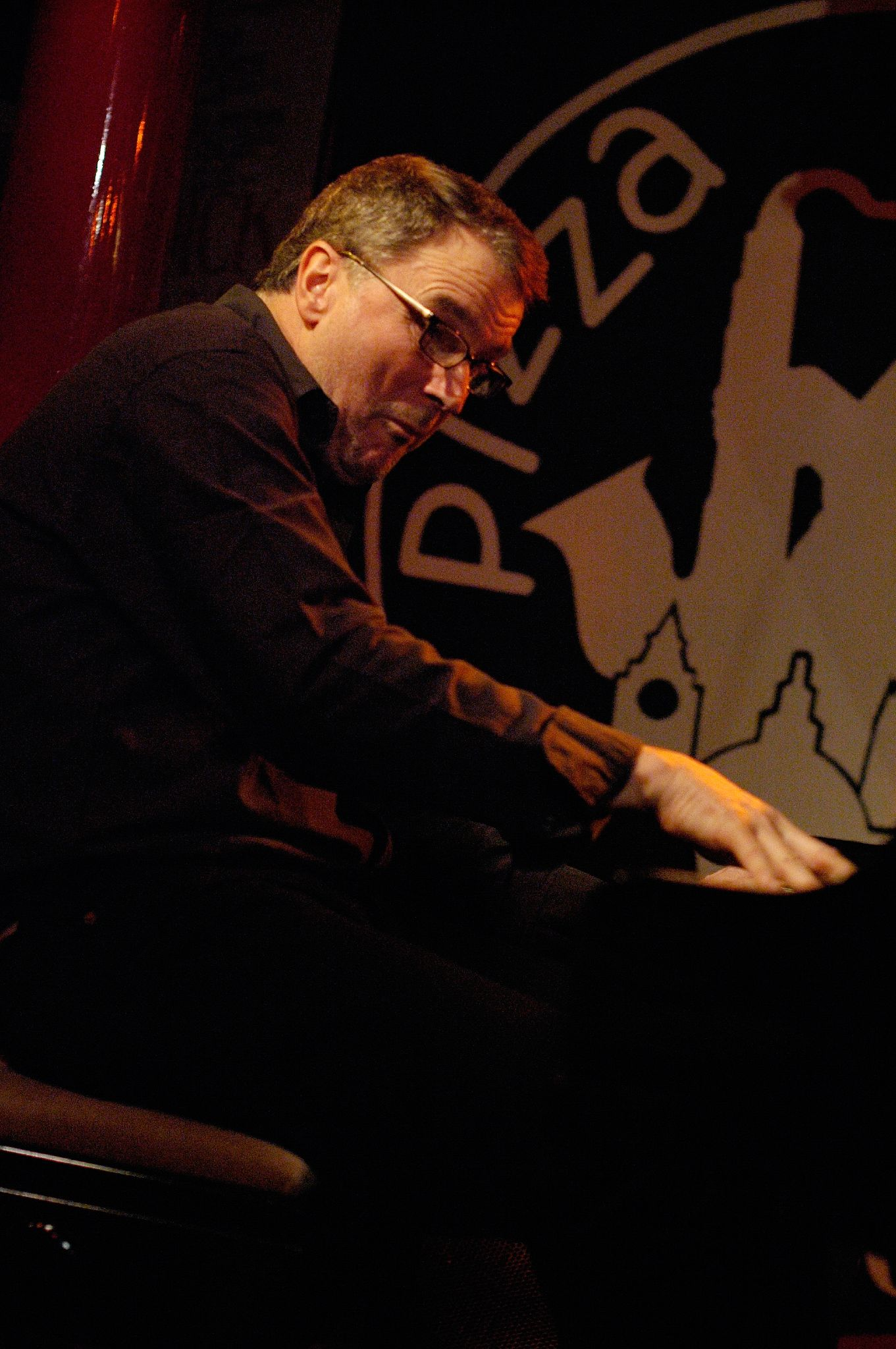
Bobo Stenson

Bo Gustav Stenson (Aussprache [ˌbuː ˈsteːnsɔn], * 4. August 1944 in Västerås, Schweden), genannt Bobo (Aussprache [ˈbʊbːʊ]), ist ein schwedischer Jazzpianist, bekannt für zahlreiche ECM-Aufnahmen.

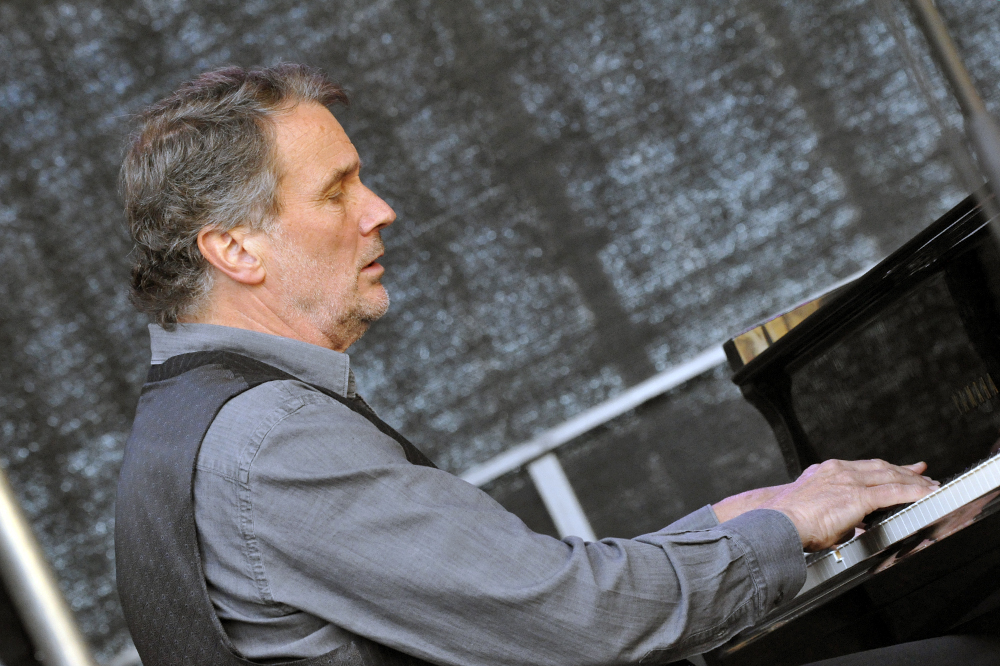
Bobo Stenson – Stockholm Jazz Festival 2010.

## Leben und Wirken
Ab dem Alter von sieben Jahren erhielt er eine klassische Piano-Ausbildung, interessierte sich aber früh für Jazz und spielte noch als Schüler in einer Gruppe mit Lars Färnlöf, Sven-Åke Johansson und Staffan Abeleen sowie im Quartett des Saxophonisten Börje Fredriksson (1937–1968) mit dem Bassisten Palle Danielsson. Nach Abschluss des Gymnasiums arbeitete er kurz in Paris, wo er im Blue Note Club u. a. mit Manfred Schoof und Gunter Hampel spielte. Ein begonnenes Studium der Musikwissenschaften brach er ab, um professioneller Jazzmusiker zu werden. Mit Danielsson und dem Schlagzeuger Rune Carlsson tourte er in Deutschland, spielte mit dem Tenorsaxophonisten Bernt Rosengren, begleitete in Stockholm, wohin er 1963 zog, Gastsolisten wie Benny Bailey, Sonny Rollins, Gary Burton, Stan Getz und Dexter Gordon. Mit Ivar Lindell und Sven-Åke Johansson arbeitete er in einem Trio, das zwischen 1964 und 1966 die Rhythmusgruppe des Quartetts von Gunnar Fors bildete, das längere Aufenthalte im Pariser Jazzclub Le Chat qui pêche und in Barcelona hatte und mit dem auch Aufnahmen entstanden. Mit der Gruppe führte er in Schweden auch das experimentelle Gemeinschaftswerk Alphaville auf, bei dem Musiktheatereffekte eingesetzt wurden. Zudem arbeitete er eng mit dem damals in Skandinavien wohnenden Don Cherry zusammen.
Ab den 1970er Jahren spielte er im Trio mit Arild Andersen und Jon Christensen, später zum Quartett ergänzt durch Jan Garbarek, sowie mit George Russells Nordic Orchestra. 1970 gründete er mit Danielsson und Bengt Berger die Weltmusik-inspirierte Gruppe Rena Rama. Außerdem spielte er mit dem türkischen Schlagzeuger Okay Temiz in dessen Band Oriental Wind.
Seit 1988 spielte er in Charles Lloyds europäischem Quartett. 1996 trat er auch mit dem Sextett/Septett von Tomasz Stańko auf. Zurzeit spielt er im Trio mit dem Schlagzeuger Jon Fält und dem Bassisten Anders Jormin.

## Preise und Auszeichnungen
2001 wurde Stenson mit dem Prix Bobby Jaspar der französischen Académie de Jazz als „bester europäischer Musiker“ anerkannt. 2004 wurde er mit dem Jazzpreis der Königlich Schwedischen Musikakademie ausgezeichnet.
2006 wurde ihm die schwedische Medaille „Litteris et Artibus“ verliehen. Er erhielt 2007 den schwedischen Django d’Or als Master of Jazz. Für seine Produktionen Reflections 1996, Goodbye 2005, Indicum 2012, wurde er mit der Goldenen Scheibe (Gyllene Skivan) des schwedischen Orkesterjournal ausgezeichnet.

## Diskografie
Aufnahmen unter eigenem Namen im Trio
- Underwear (ECM 1971)
- The Sounds Around The House (Caprice, 1983)
- Very Early (Dragon, 1986)
- Reflections (ECM, 1996)
- War Orphans (ECM, 1998)
- Serenity (ECM, 1999)
- Goodbye (ECM, 2005)
- Cantando (ECM, 2008)
- Indicum (ECM, 2012)
- Contra la indecisión (ECM, 2018)
- Sphere (ECM, 2023)

Als Co-Leader
- Lasse Werner/Bobo Stenson/Jan Wallgren Triple play Jazz Piano (Dragon 1978)

Als Begleitmusiker (Auswahl)
- Jan Garbarek: Witchi-Tai-To (ECM 1973) (Bobo Stenson Quartett mit Garbarek)
- Jan Garbarek: Dansere (ECM 1975)
- Charles Lloyd: The Call (ECM)
- Bjørn Alterhaug: Constellations (Odin Records 1991)
- Tomasz Stanko: Bosonossa (GOWI 1993)
- Tomasz Stanko: Leosia (ECM 1997)
- Joakim Milder: Epilogue; The Music of Börje Fredriksson (Mirrors, 1998)
- Theo Jörgensmann/Albrecht Maurer: European Echoes, (1998)